# Sekundärwaffe

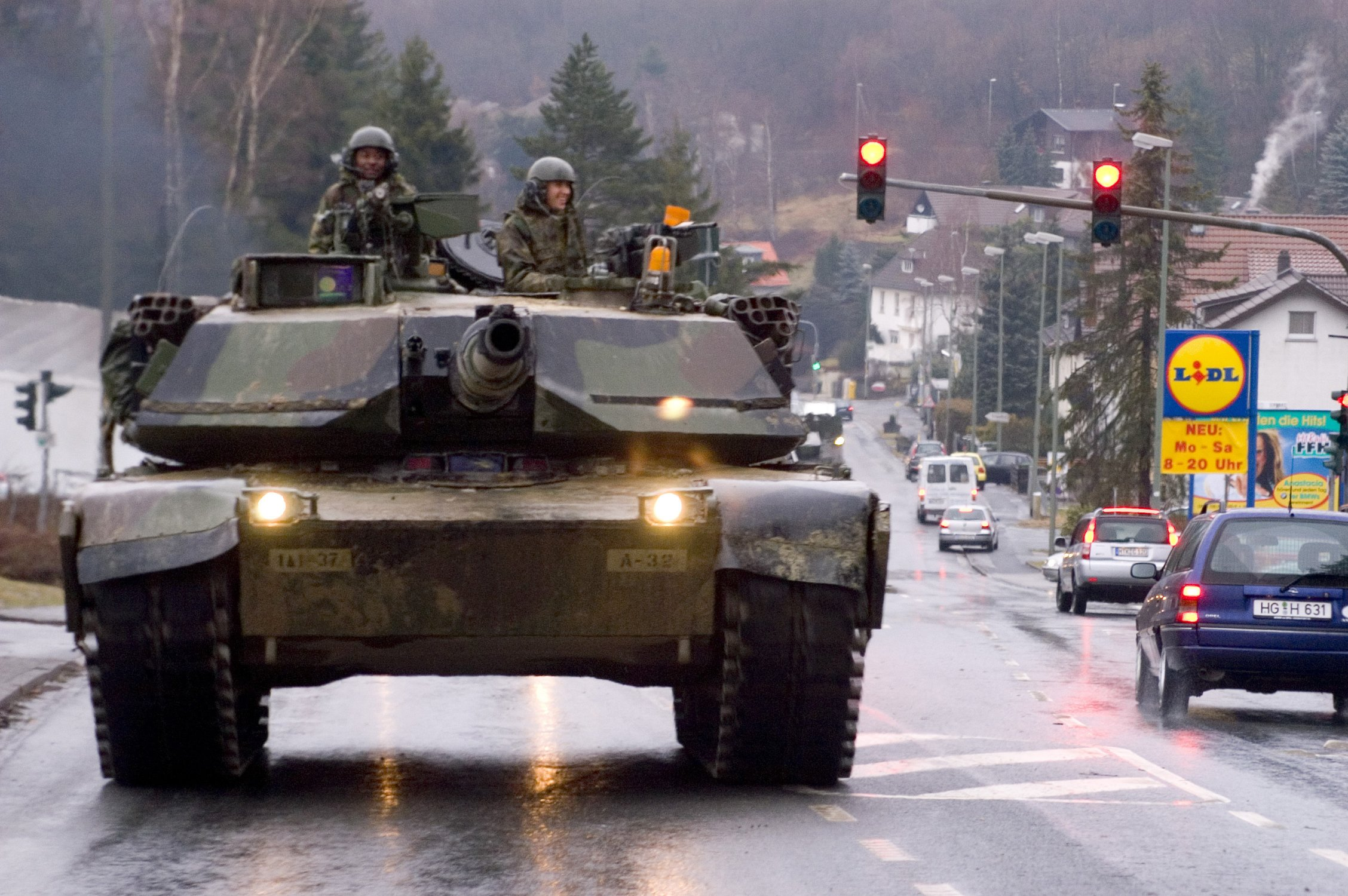
M1A1 Abrams mit zwei seiner drei Sekundärwaffen, einem Kaliber .50 (12,7 mm) M2 BMG und einem Kaliber 7,62 mm M240 MG.

Eine Sekundärwaffe ist eine die Primärwaffe ergänzende Waffe eines Waffenträgers, wobei der Waffenträger eine Person, ein mehrfach bewaffnetes Fahrzeug oder ein komplexes Waffensystem sein kann. Sekundärwaffen kommen zum Einsatz, wenn die Primärwaffe ausfällt (Ladehemmung, Munition verbraucht), in ihrer Wirkung zu stark ist (Geschützeinsatz gegen Einzelpersonen) oder aber zu sperrig ist (Gewehr in einem Gebäude oder Flugzeug).
Führen beispielsweise Soldaten oder Polizisten als Primärwaffe ein Gewehr oder eine Maschinenpistole, so handelt es sich bei der Sekundärwaffe in der Regel um eine Pistole. Bei Kampfpanzern wird das als Primärwaffe dienende Geschütz meist um ein oder mehrere Maschinengewehre ergänzt, die also als Sekundärwaffe fungieren.